# 過溝教會
台灣基督長老教會過溝教會位於嘉義縣太保市過溝地方，是台灣基督長老教會嘉義中會西區所轄的教會之一，為太保市東部的基督信仰中心，母會為嘉義教會，初期在初代會友葉媽若家中聚會。

## 歷史
過溝教會為太保市第一間教會，擁有127年歷史，為嘉義縣少數百年教會之一；1899年，以茅草新建初代禮拜堂，為嘉義教會支會。1908年，教士會(台南教士會，由英國長老教會創立）牧師劉建邦封牧，為首任牧師。

## 歷任牧者
| 任別       | 姓名   | 上任日期 | 離任日期 | 備註                             |
| ---------- | ------ | -------- | -------- | -------------------------------- |
| 第一任牧師 | 劉建邦 | 1908年   |          | 本會創立後第一位派駐於本會傳道者 |
| 牧師       | 蔡國珍 |          |          | 現任                             |

## 交通
| 路線 | 業者       | 行先                 | 停靠站 |
| ---- | ---------- | -------------------- | ------ |
| 105  | 嘉義縣公車 | 嘉義交流道－溪厝村   | 南過溝 |
| 7303 | 嘉義縣公車 | 大雅站－長庚紀念醫院 | 南過溝 |
| 7320 | 嘉義縣公車 | 大雅站－雙溪口       | 南過溝 |
| 7325 | 嘉義縣公車 | 大雅站－北港         | 南過溝 |
| 7326 | 嘉義縣公車 | 大雅站－朴子國中     | 南過溝 |

## 圖輯

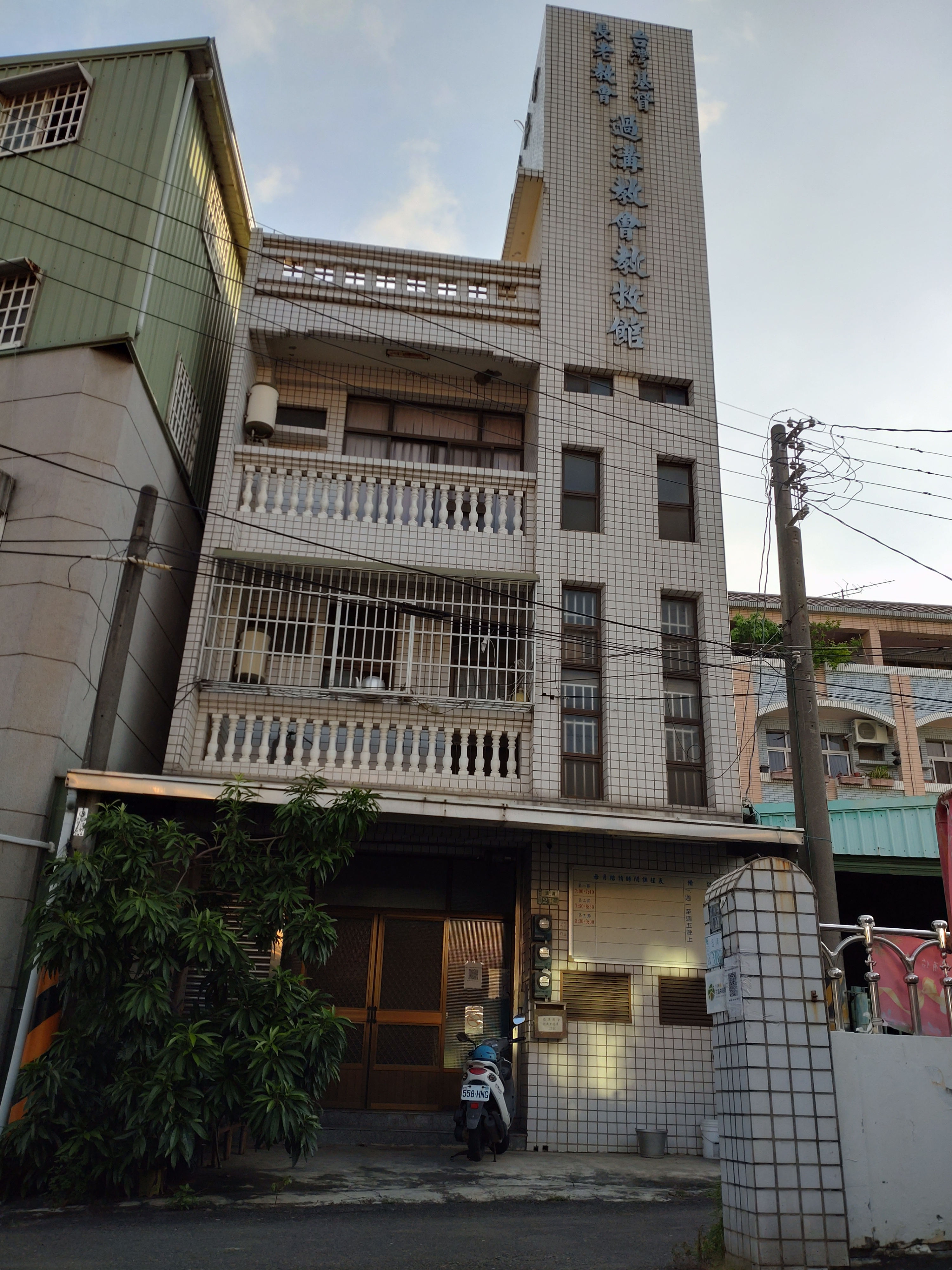
過溝教會牧師館
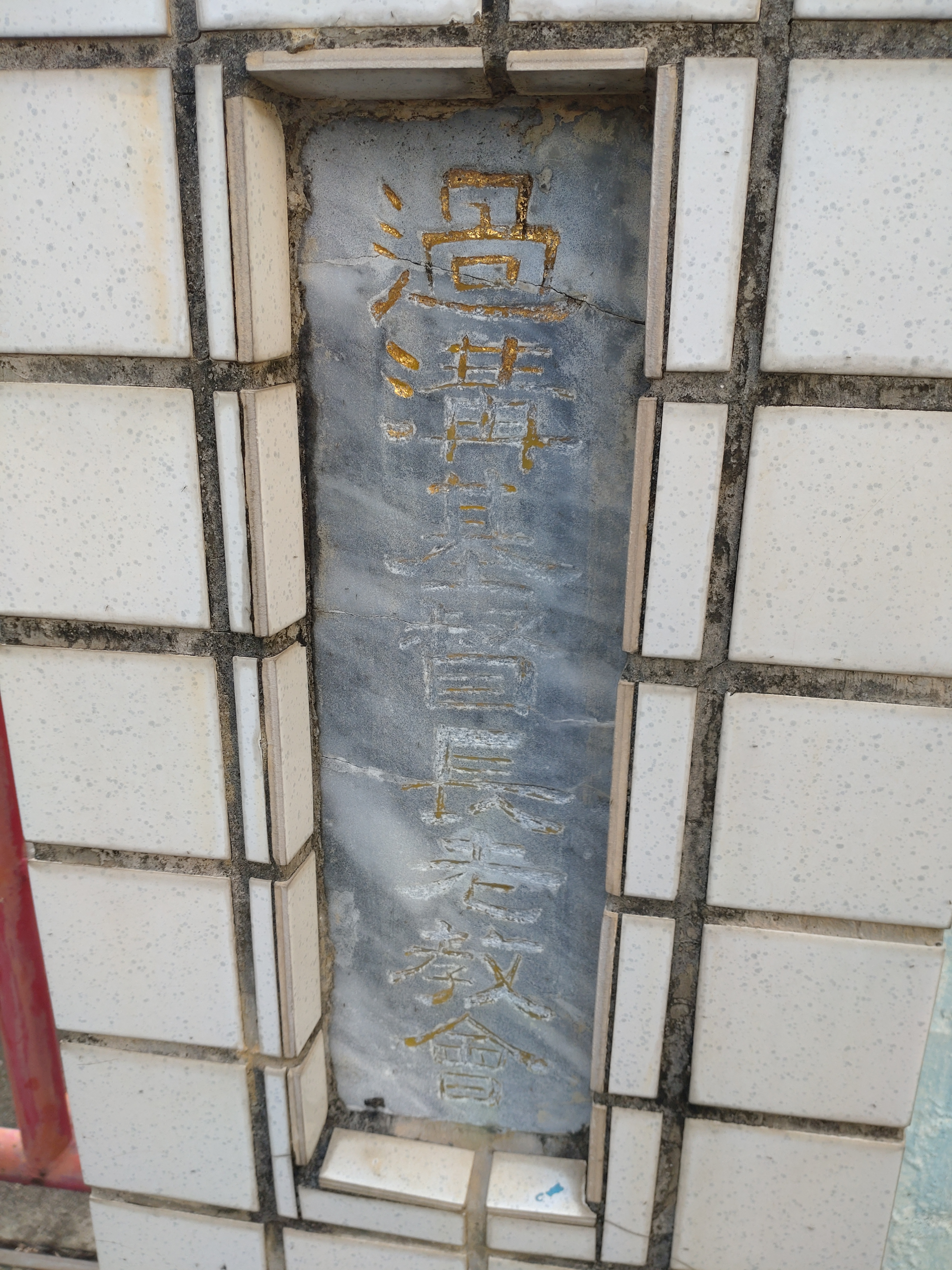
過溝教會刻字銘牌

## 周邊
- 7-ELEVEn麻太門市
- 萊爾富太保嘉太店
- 過溝里社區活動中心

## 外部連結
- 過溝教會 （页面存档备份，存于）

1. ↑  過溝教會. . 臺灣: 嘉義縣政府. 2015-11-12 （中文（臺灣））. |journal=被忽略 (帮助)